# 나이트 스윔 (영화)
《나이트 스윔》(영어: Night Swim)은 2024년에 개봉한 미국의 초자연 공포 영화이다. 브라이스 맥과이어가 연출, 각본을 맡고 로드 블랙허스트와 공동 원안을 썼으며, 맥과이어와 블랙허스트의 2014년 동명 단편 영화가 원작이다. 와이엇 러셀, 케리 콘던 등이 출연하였다.
2024년 1월 5일 미국에서 유니버설 픽처스를 통해 개봉하였으며, 대한민국에서는 2024년 3월 20일에 개봉되었다. 평단으로부터 대체로 부정 평가를 받았다.

## 줄거리
한때 잘나간 메이저 리그 3루수 레이는 몇 달 전 다발성 경화증을 진단받은 후로 은퇴 압박을 받고 있다. 레이는 재활에 들어가지만 의사는 더이상 선수 생활은 어렵겠다는 소견을 밝힌다.
곧 수영장이 달린 교외 집으로 이사한 뒤 레이는 지역 온천수로 물이 채워지는 이 집 뒷마당 수영장에서 시간을 보내면서 건강이 회복되는 놀라운 변화를 보인다. 하지만 아내 이브와 아이들은 수영장에서 혼자 수영할 때 이상한 경험을 하게 된다. 이 집 수영장에 얽힌 사연과 물에 관한 비밀을 찾아나선 이브는 이 물에 실은 사악한 존재가 깃들어있으며 물의 치유 효과는 그 대가로 누군가의 희생을 요구한다는 사실을 알게 된다.

## 출연
- 와이엇 러셀 - 레이 월러 역
- 케리 콘던 - 이브 월러 역
- 어멀리 호펄리 - 이지 월러 역
- 개빈 워런 - 엘리엇 월러 역